# Lijst van soorten in het geslacht Parthenocissus
Dit is een lijst die soorten, variëteiten en cultivars bevat behorend tot het geslacht Parthenocissus (wilde wingerd).

## C
- Parthenocissus chinensis

## D
- Parthenocissus dalzielii

## F
- Parthenocissus feddei
  - Parthenocissus feddei var. pubescens

## H
- Parthenocissus henryana (Chinese wilde wingerd)
- Parthenocissus heptaphylla
- Parthenocissus heterophylla

## L
- Parthenocissus laetevirens

## Q

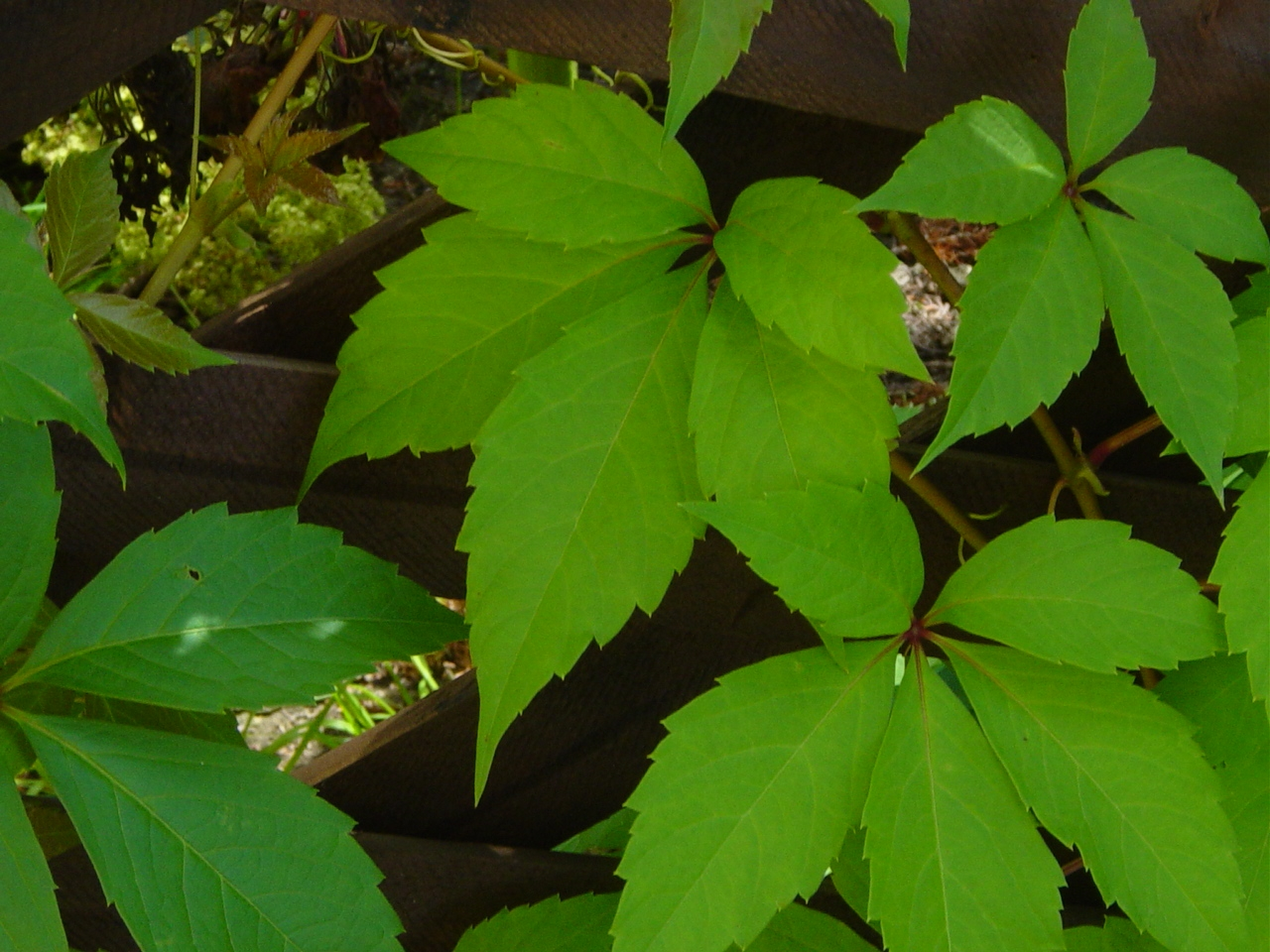
Parthenocissus quinquefolia

- Parthenocissus quinquefolia (Vijfbladige wingerd)
  - Parthenocissus quinquefolia var. engelmannii
  - Parthenocissus quinquefolia var. hirsuta
  - Parthenocissus quinquefolia var. heptaphylla
  - Parthenocissus quinquefolia var. laciniata
  - Parthenocissus quinquefolia var. latifolia
  - Parthenocissus quinquefolia var. minor
  - Parthenocissus quinquefolia var. quinquefolia
  - Parthenocissus quinquefolia var. saint-paulii
  - Parthenocissus quinquefolia var. typica
  - Parthenocissus quinquefolia var. vitacea (American Ivy)

cultivars:
- - Parthenocissus quinquefolia 'Dark Green Ice'
  - Parthenocissus quinquefolia 'Guy's Garnet'
  - Parthenocissus quinquefolia 'Monham' (Star Showers® Virginia Creeper)
  - Parthenocissus quinquefolia 'Star Showers' (Variegated Virginia Creeper)
  - Parthenocissus quinquefolia 'Variegata' (Variegated Virginia Creeper)

## S
- Parthenocissus semicordata
  - Parthenocissus semicordata var. roylei
  - Parthenocissus semicordata var. rubrifolia
- Parthenocissus suberosa

## T
- Parthenocissus tricuspidata (Oosterse wingerd)
  - Parthenocissus tricuspidata var. ferruginea (Boston Ivy)
  - Parthenocissus tricuspidata var. veitchii (Boston Ivy)

cultivars:
- - Parthenocissus tricuspidata 'Atropurpurea'
  - Parthenocissus tricuspidata 'Beverley Brook'
  - Parthenocissus tricuspidata 'Fenway Park' (Boston Ivy)
  - Parthenocissus tricuspidata 'Ginza Lights' (Ginza Lights Variegated Boston Ivy)
  - Parthenocissus tricuspidata 'Green Showers' (Green Showers Boston Ivy)
  - Parthenocissus tricuspidata 'Green Spring'
  - Parthenocissus tricuspidata 'Lowii' (Boston Ivy)
  - Parthenocissus tricuspidata 'Minutifolia'
  - Parthenocissus tricuspidata 'Purpurea'
  - Parthenocissus tricuspidata 'Robusta'
  - Parthenocissus tricuspidata 'Veitchii Robusta' (Boston Ivy)

## V

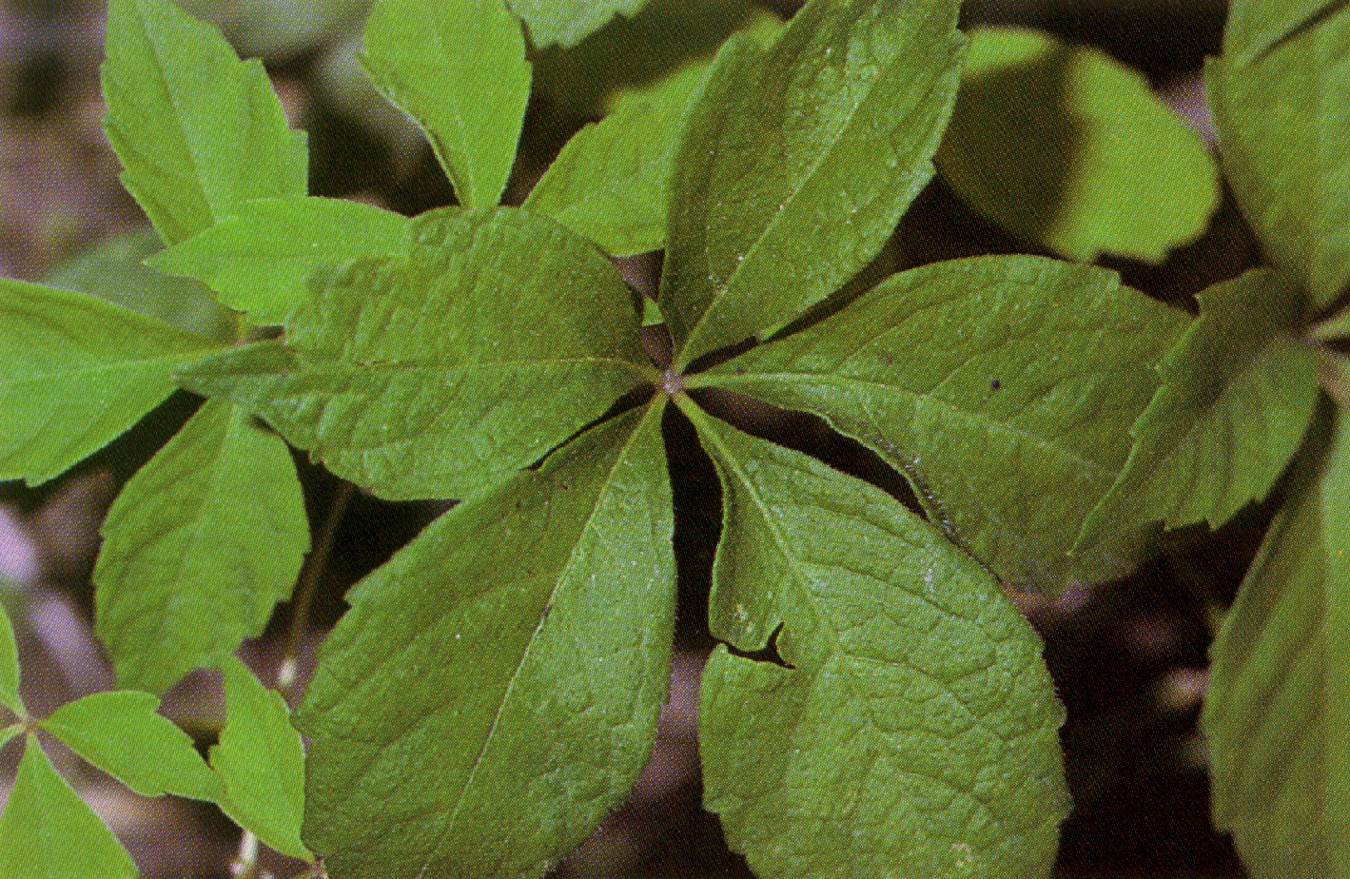
Parthenocissus vitacea

- Parthenocissus vitacea (Valse wingerd)
  - Parthenocissus vitacea var. dubia
  - Parthenocissus vitacea var. laciniata